# ریچارد ام. شولز
ریچارد ام. شولز (انگلیسی: Richard M. Schulze؛ زادهٔ ۱۹۴۱ (۸۳–۸۴ سال)) کارآفرین، سرمایه‌دار و مدیر ارشد اجرایی آمریکایی است، که در سال ۱۹۸۳ شرکت بست بای را تأسیس نمود.